# Acalypha pippenii
Acalypha pippenii är en törelväxtart som beskrevs av Mcvaugh. Acalypha pippenii ingår i släktet akalyfor, och familjen törelväxter. Inga underarter finns listade i Catalogue of Life.